# والتر بوتش
والتر هوغو بوتش (27 فبراير 1897 - 7 يناير 1969) جنرالًا ألمانيًا خلال الحرب العالمية الثانية قاد الجيش التاسع عشر. حصل على وسام الفارس الصليبي الحديدي لألمانيا النازية.

## الأوسمة
- الصليب الحديدي (1914) الدرجة الثانية والدرجة الأولى [1]
- صليب الشرف في الحرب العالمية 1914/1918 (21 يناير 1935)
- مشبك الصليب الحديدي (1939) الدرجة الثانية (20 أبريل 1940) والدرجة الأولى (19 يونيو 1940)
- الصليب الألماني في الذهب في 22 يونيو 1942 باسم Oberst im Generalstab في XXX. ارميكوربس [2]
- وسام الفارس الصليبي الحديدي في 9 مايو 1945 بصفته جينيرال لوتنانت والقائد بالنيابة لLVIII. بانزيركوربس [3] [Note 1] [Note 2]

### اقتباسات
1. ↑  Thomas & Wegmann 1992, p. 327.
2. ↑  Patzwall & Scherzer 2001, p. 54.
3. ↑  Fellgiebel 2000, pp. 141, 487.
4. 1 2  Scherzer 2007, p. 122.